# Ботанічний сад Сукорамбі
Ботанічний сад Балі (індонез. Taman Botani Sukorambi) — ботанічний сад у Сукорамбі (округ Джембер, провінція Східна Ява, Індонезія). Заснований 2007 року, площа саду становить 8 га. 

## Опис
Ботанічний сад розташований на вулиці Муджахір у Сукорамбі за 7 кілометрів на захід від міста Джембер. Сад розташований на схилі пагорба і його найнижча точка лежить на висоті близько 100 метрів над рівнем моря. Верхня і нижня частини саду з'єднані як сходами, так і пішохідною доріжкою.
Сад оточений рисовими полями і включає ділянку лісу. Крім природних пам'яток, у саду є басейни для дорослих і дітей, кафе і ресторан, читальний зал і конференц-зал.
Верхня частина саду площею близько 4,5 га включає сад лікарських рослин з більш ніж 300 видами трав. Також тут висаджено більш ніж 200 видів квітів і фруктових дерев.

## Історія
Створення ботанічного саду Сукорамбі почалося 2006 року. Спочатку Абдул Кахар Музакір, регент округу Джембер, мав намір використовувати його тільки для відпочинку власної сім'ї, проте в кінцевому підсумку вирішив зробити сад відкритим для публіки. Офіційною датою заснування ботаніческого саду вважається 24 лютого 2007 року.
2011 року сад щоденно відвідувало в середньому близько 50 осіб, у вихідні дні кількість відвідувачів збільшувалася до 200. У грудні 2012 року цей показник збільшився до 300 відвідувачів за день, під час різдвяних свят — до 1000 відвідувачів за день.

## Галерея

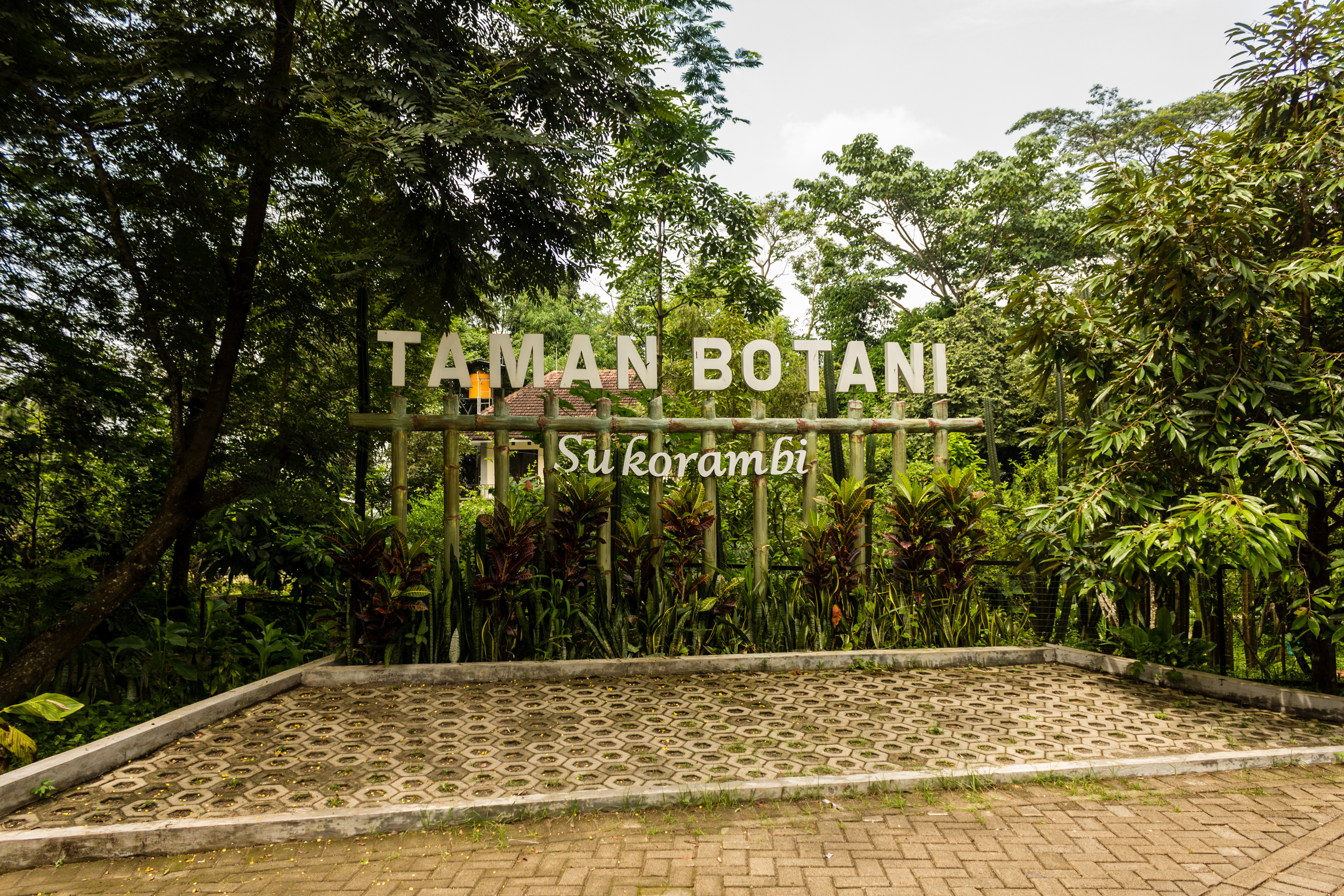
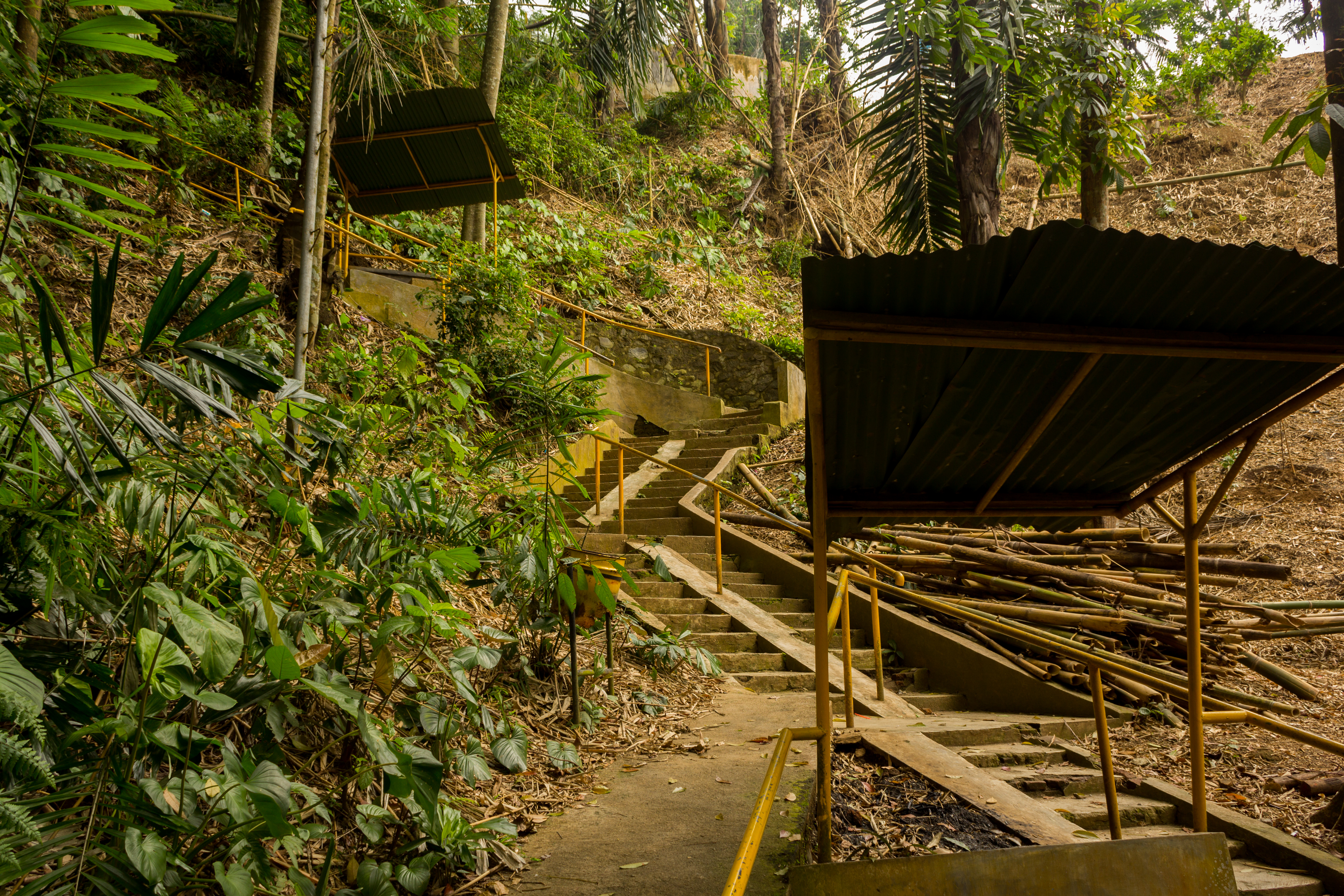
Сходи
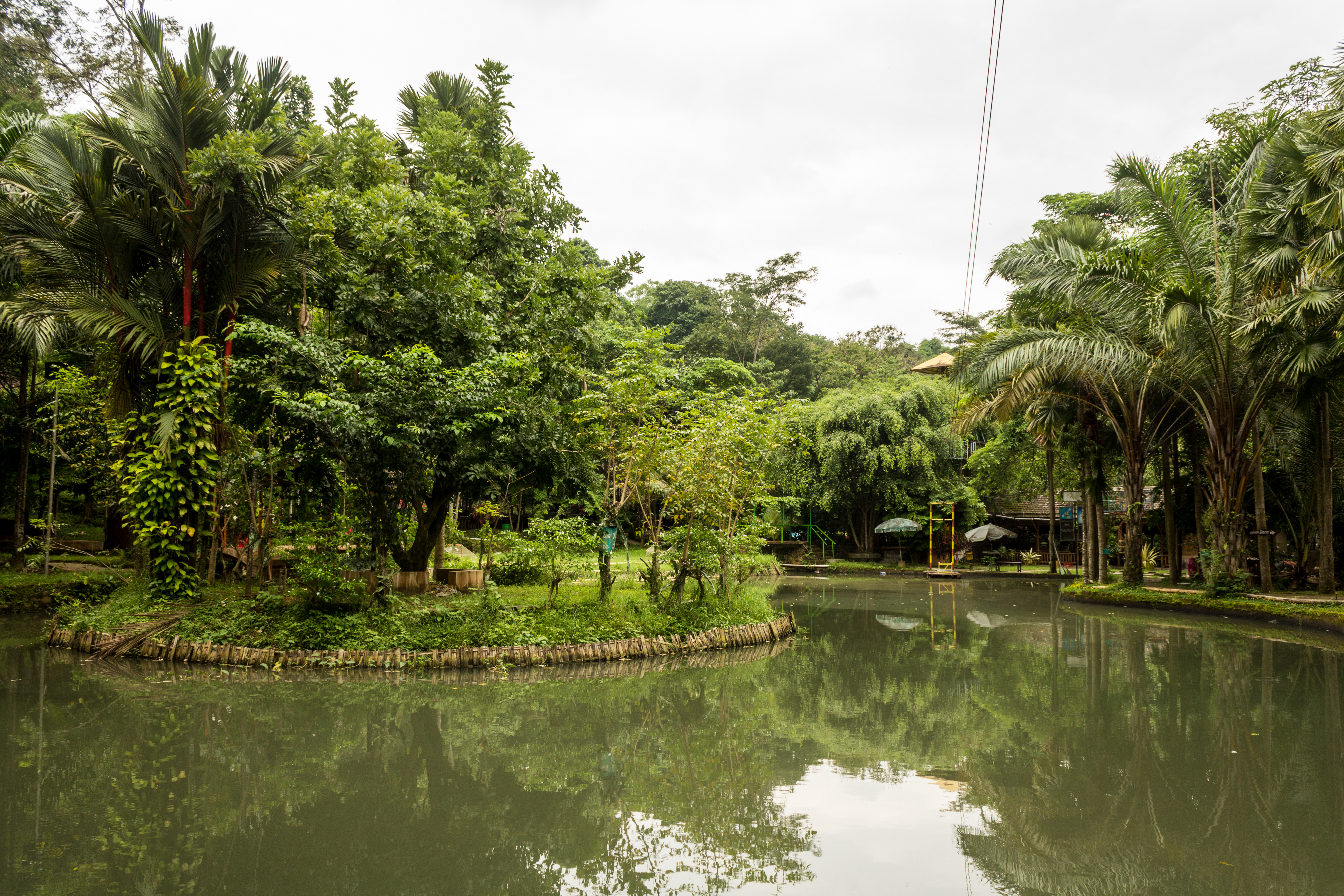
Ставок
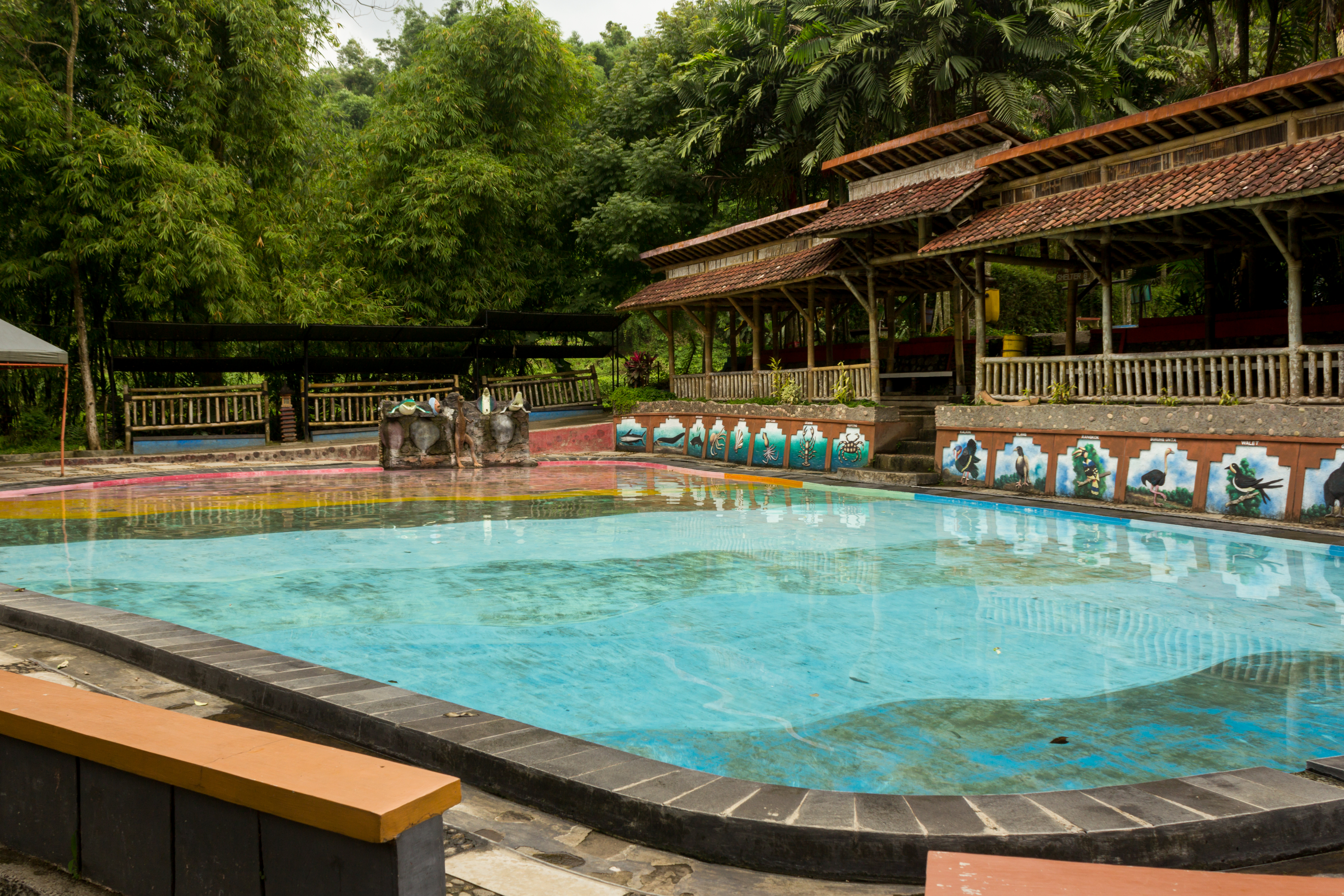
Басейн
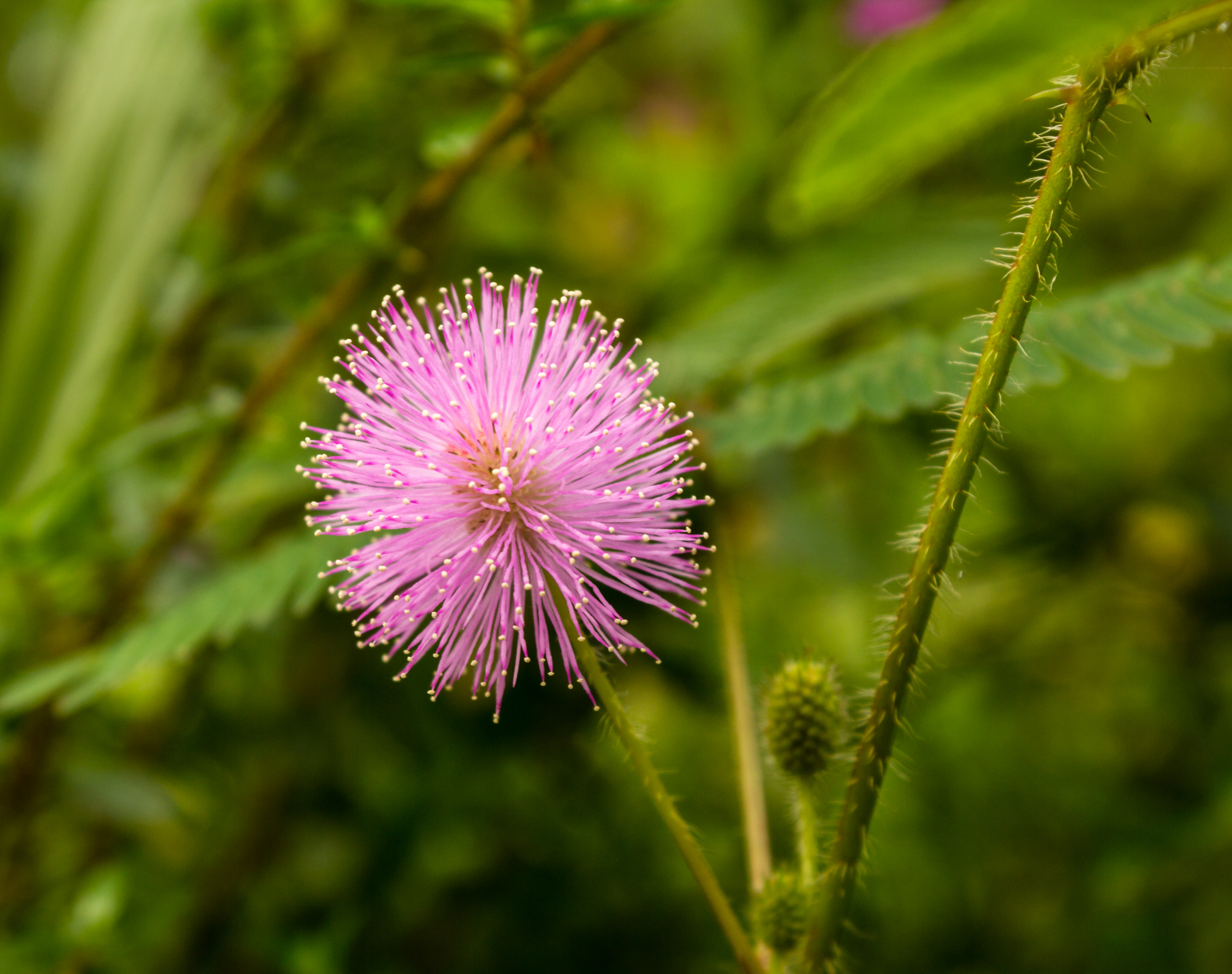
Мімоза соромлива
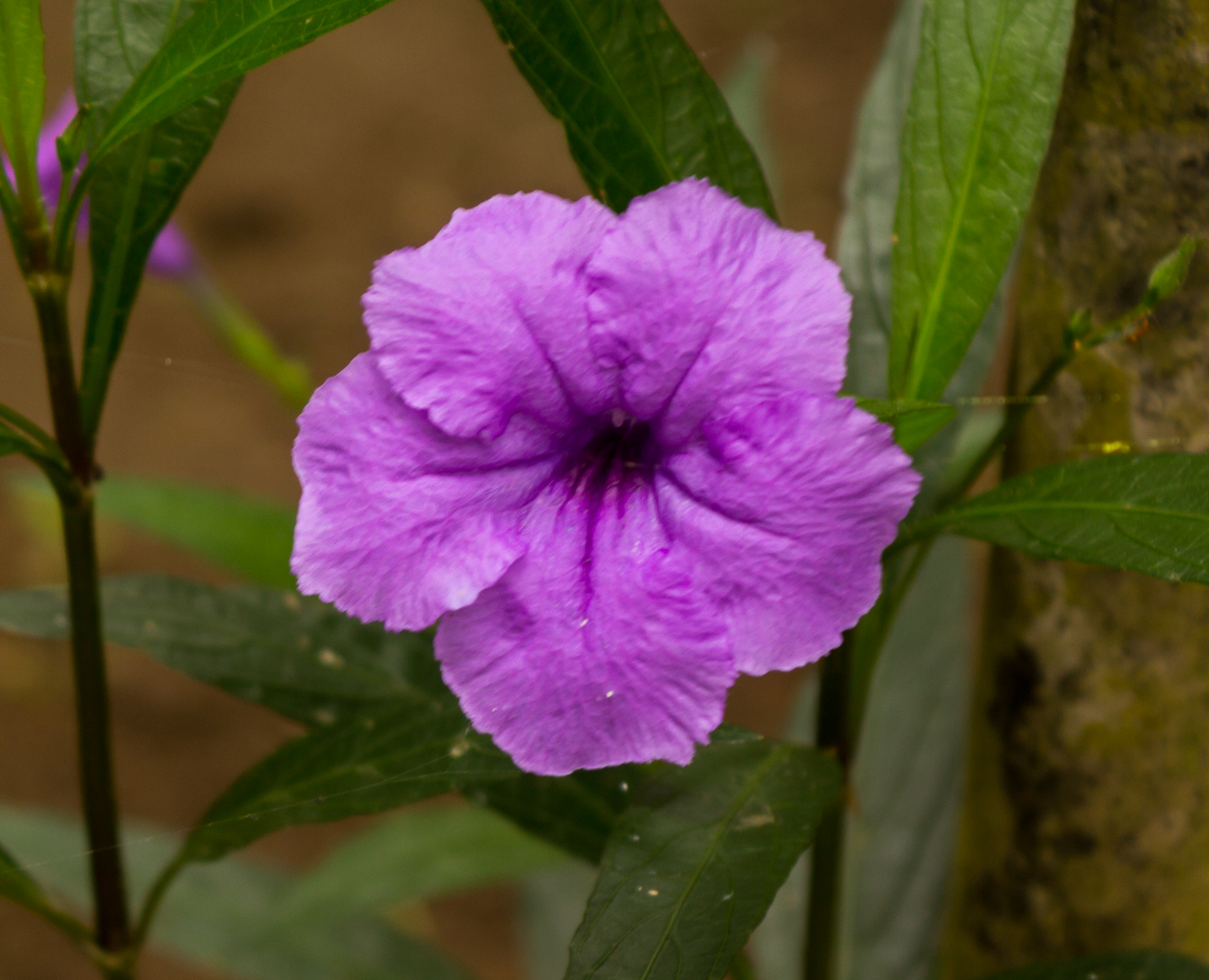
Гібіскус
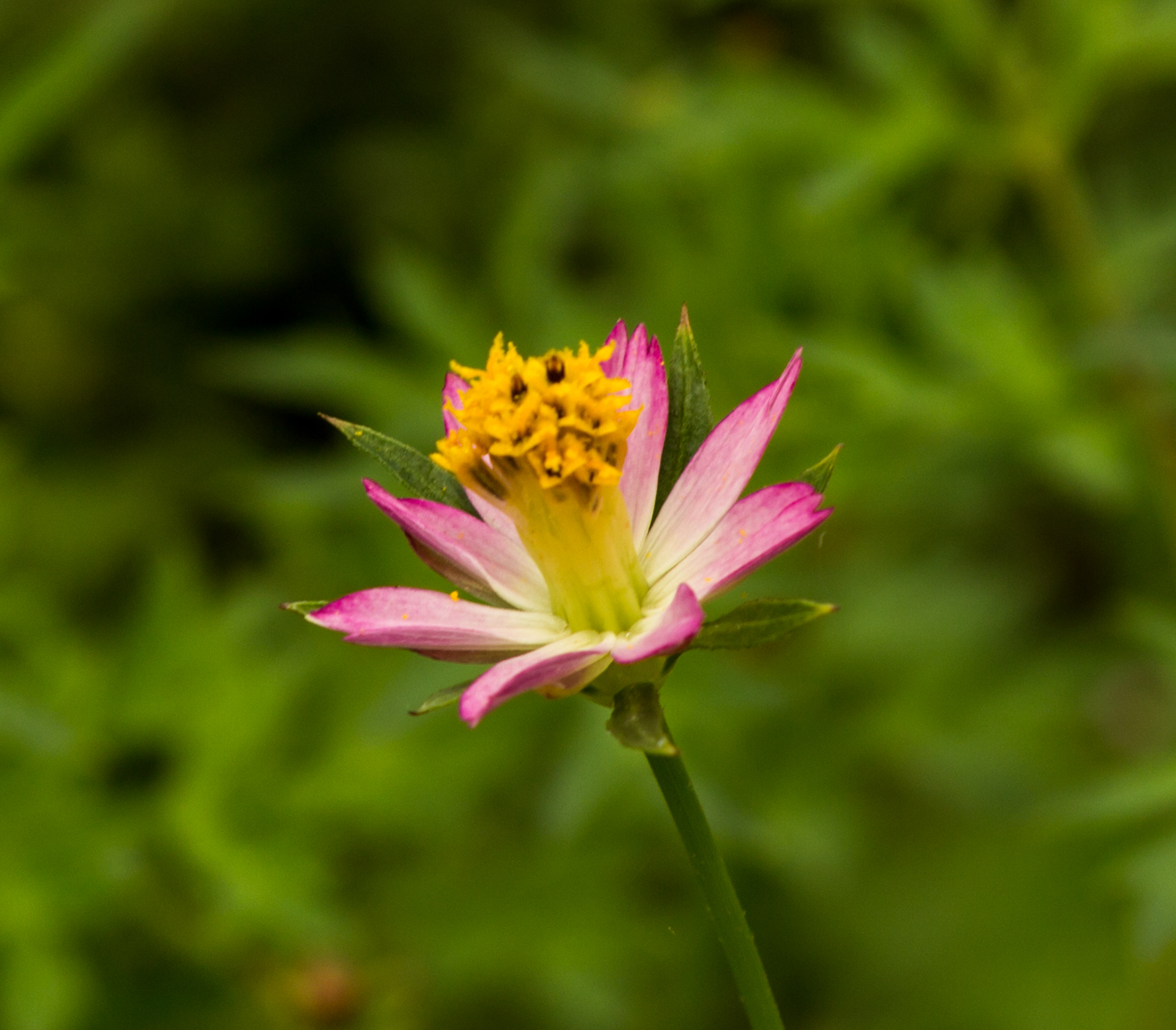
Квітка
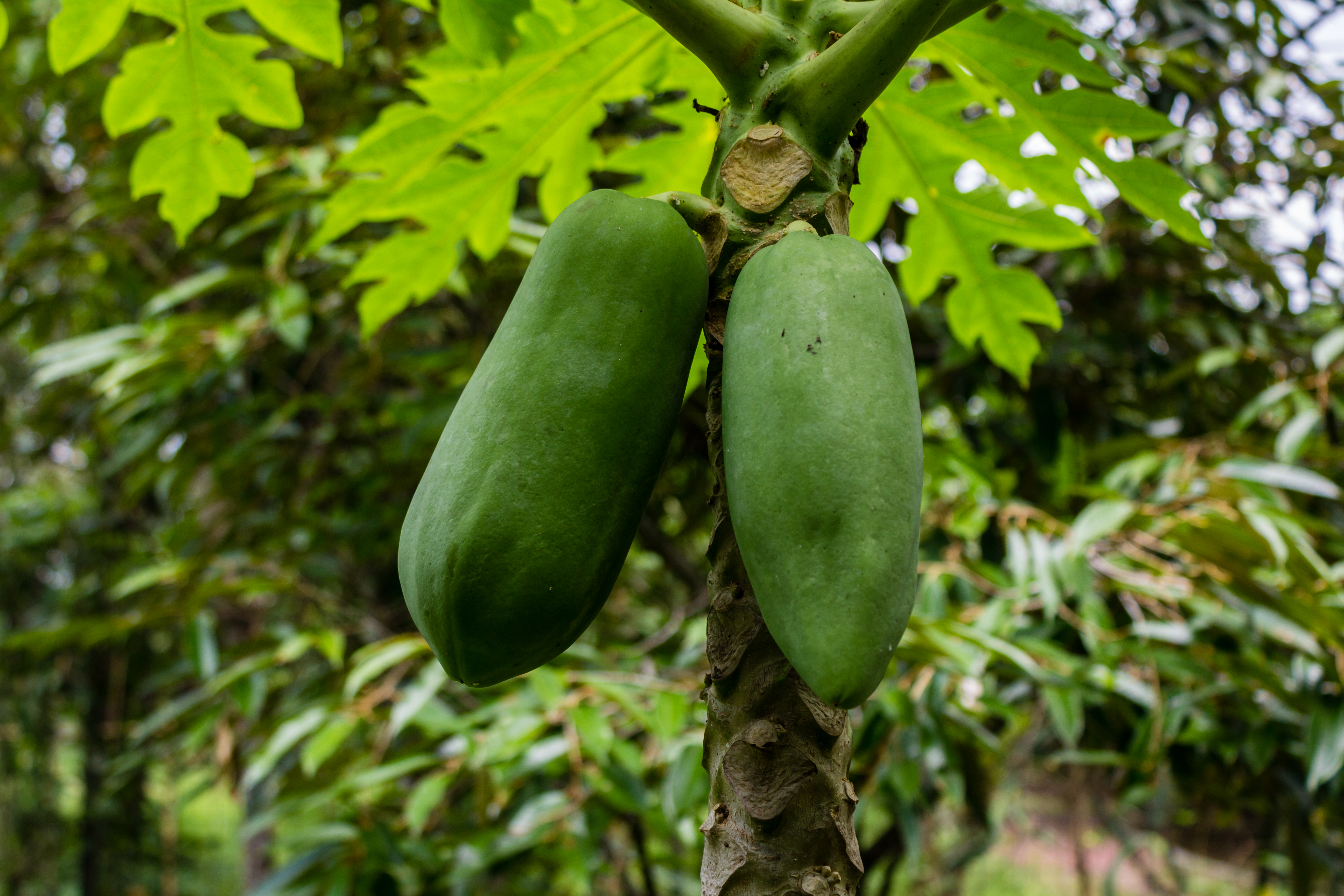
Плоди папаї